# Piano (album Mirka i Magdaleny Czyżykiewicz)
Piano – album muzyczny Mirka i Magdaleny Czyżykiewicz wydany 16 sierpnia 2021.
Premierze towarzyszyły koncerty w Teatrze Atelier im. Agnieszki Osieckiej w Sopocie 16 i 17 sierpnia 2021. Album był dostępny w przedsprzedaży od 5 sierpnia 2021. 
Produkcji muzycznej albumu podjęli się Magdalena i Mirosław Czyżykiewicz. Za nagrania, mix i mastering odpowiadał Andrzej Rewak.
Pierwszym singlem promującym tę płytę była opublikowana 9 kwietnia 2021 piosenka „I znów mnie tylko pół” z tekstem autorstwa Jacka Bończyka, z towarzyszącym jej teledyskiem. 6 maja drugim singlem zostało „Niedomówienie” do wiersza Jonasza Kofty – do tego nagrania również powstał wideoklip. Kolejny singiel to wydane 1 czerwca „Piano” ze słowami Jacka Bończyka (bez teledysku). 27 lipca czwartym singlem, zaopatrzonym w wideoklip, został „Dreszcz” z tekstem Grzegorza Walczaka. 30 sierpnia opublikowano teledysk do piątego singla – „Puk, puk… (Orzech włoski)” do słów Piotra Bukartyka. Wszystkie cztery wideoklipy zrealizowała firma Art Of Mag, której założycielką jest Magdalena Czyżykiewicz-Janusz.

## Lista utworów
| 1.  | „Pora”                                          | 2:15  |
|     | sł. Zbigniew Herbert                            |       |
| 2.  | „I znów mnie tylko pół”                         | 4:32  |
|     | sł. Jacek Bończyk                               |       |
| 3.  | „Niedomówienie”                                 | 3:28  |
|     | sł. Jonasz Kofta                                |       |
| 4.  | „Ostatni lot”                                   | 3:40  |
|     | sł. Jacek Bończyk                               |       |
| 5.  | „Piano”                                         | 4:50  |
|     | sł. Jacek Bończyk                               |       |
| 6.  | „Dreszcz”                                       | 2:33  |
|     | sł. Grzegorz Walczak                            |       |
| 7.  | „Mówisz, że…”                                   | 3:26  |
|     | sł. Grzegorz Tomczak                            |       |
| 8.  | „Próba zazdrości”                               | 1:11  |
|     | sł. Marina Cwietajewa, tłum. Wiktor Woroszylski |       |
| 9.  | „Naśladowanie Kafki”                            | 2:28  |
|     | sł. Anna Achmatowa, tłum. Zbigniew Dmitroca     |       |
| 10. | „Puk, puk… (Orzech włoski)”                     | 2:46  |
|     | sł. Piotr Bukartyk                              |       |
| 11. | „Droga do Emaus”                                | 2:07  |
|     | sł. Antoni Muracki                              |       |
| 12. | „Do Uranii”                                     | 1:38  |
|     | sł. Iosif Brodski, tłum. Stanisław Barańczak    |       |
|     |                                                 | 34:54 |
|     |                                                 |       |